# Arme de chasse

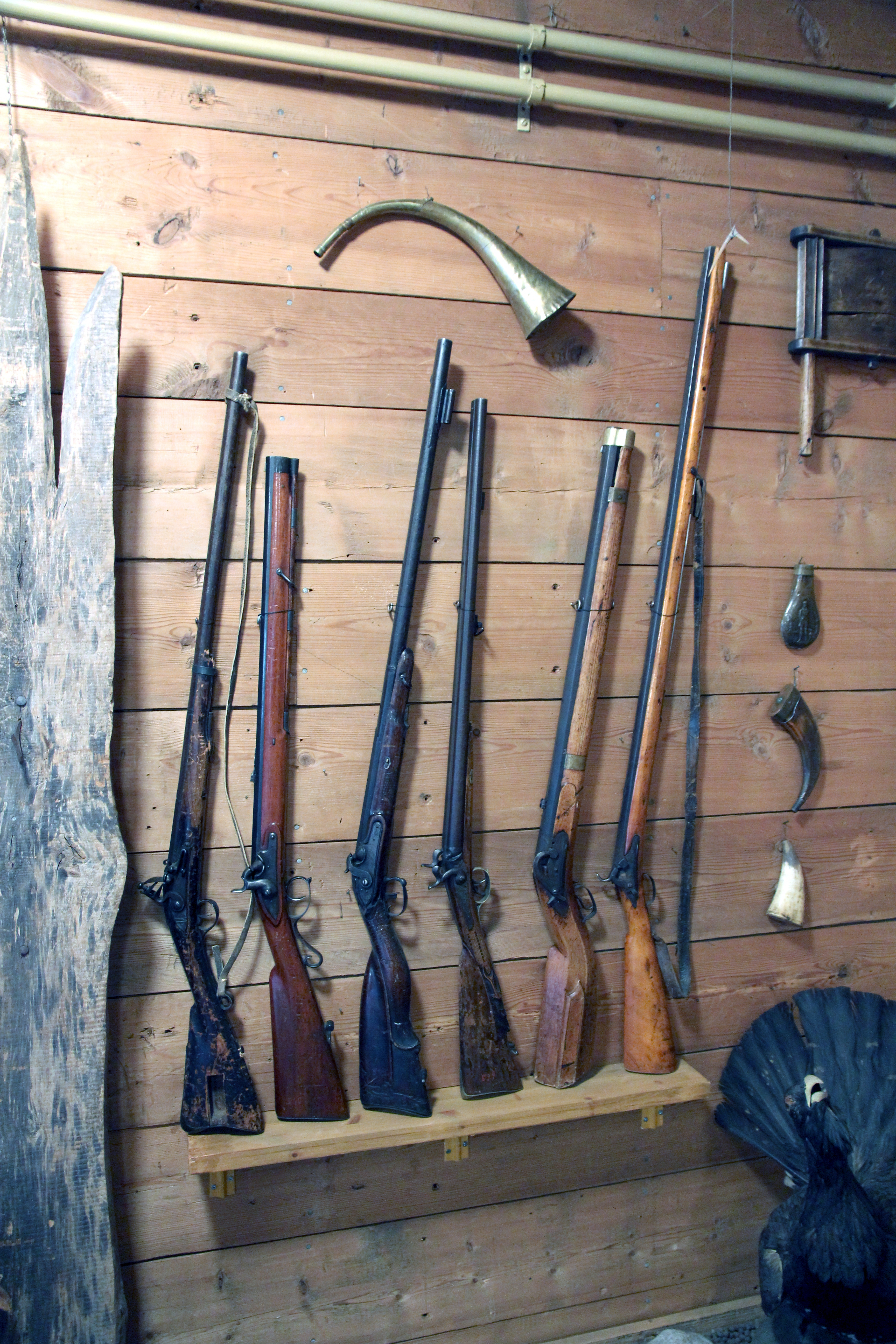
Différentes armes de chasse

La famille des armes de chasse regroupe principalement la carabine de chasse, le fusil de chasse, l'arc, l'arbalète et la sagaie notamment. Aux États-Unis, l'arme de poing est aussi autorisée à la chasse. Elle se différencie des armes de défense comme l'arme non létale et des armes de guerre.